# John Pule
John Pule (Liku, 18 aprile 1962) è uno scrittore, pittore e poeta niueano.
Visse ad Auckland, Nuova Zelanda dall'età di 3 anni. La Queensland Art Gallery lo descrive come uno dei più importanti artisti del Pacifico".

## Letteratura
Il suo primo romanzo, The Shark that Ate the Sun (Ko E Mago Ne Kai E La), fu pubblicato nel 1992. Burn My Head in Heaven (Tugi e ulu haaku he langi) lo seguì nel 2000, e Restless people (Tagata kapakiloi) nel 2004.
Tra le sue poesie si ricordano: Sonnets to Van Gogh and Providence (1982), Flowers after the Sun (1984) and Bond of Time (1985).